# Американська колегія хірургів
Американська колегія хірургів (англ. American College of Surgeons (ACS)) — це освітня асоціація хірургів, створена у 1913 році. Центральний офіс знаходиться у Чикаго, штат Іллінойс. Колегія забезпечує членство по всьому світу для лікарів, що спеціалізуються на хірургії та які пройшли строгий відбір.

## Членство
Члени ACS вказують на своє членство використовуючи в титулі абревіатуру FACS (член наукового товариства, ACS англ. Fellow, American College of Surgeons). Ці літери після імені хірурга вказують, що освіта та навчання, професійна кваліфікація, компетентність у хірургії та етичні норми хірурга пройшли сувору перевірку та було встановлено, що вони відповідають стандартам колегії.
«Асоційований член» — це інша категорія членства у ACS. Асоційоване членство дозволяє хірургам, що лише починають хірургічну практику брати активну роль у колегії на ранній стадії їхньої кар'єри. Для забезпечення навчання та інших переваг для суміжних фахівців, що працюють з хірургічними пацієнтами, але не є хірургами, було створено категорію «Афілійовані члени».
На сьогодні у колегії більше 80 тисяч членів, з них 6600 в інших країнах. Більше 3200  асоційованих членів.

## Адміністрація
Колегією керує Рада регентів з 22 членів. Рада регентів вибирається з обраної Ради керуючих, що представляють різні спеціальності та географічне розташування (кількість керуючих залежить від кількості членів у регіоні)
У ACS є численні комітети і консультативні ради, що відповідають різним спеціальностям та аспектам хірургічного фаху. Прикладами можуть бути Комітет травми англ. American College of Surgeons Committee on Trauma (ACS COT), Комітет навчання пацієнтів, Консультативна рада загальної хірургії.
Станом на  2015 було 103 філії, на які поділені члени ACS : 64 філії у США, 2 у Канаді та 37 в інших країнах світу.

### Комісія з раку
Американська колегія хірургів у 1922 році створила Комісію з раку для розробки стандартів лікування раку.

## Публікації
ACS забезпечує різноманітні публікації, що включають рецензовані журнали:
- «Бюлетень Американської колегії хірургів» англ. The Bulletin of the American College of Surgeons, щомісячний журнал новин для її членів
- Щомісячний офіційний науковий журнал, «Журнал Американської колгегії хірургів» англ. Journal of the American College of Surgeons (JACS)
- англ. ACS NewsScope, щотижневе електронне видання з новинами колегії
- англ. Surgery News, щомісячна газета колегії.